# Mălușteni
Măluşteni é uma comuna romena localizada no distrito de Vaslui, na região de Moldávia. A comuna possui uma área de 55.53 km² e sua população era de 2907 habitantes segundo o censo de 2007.